# Proseč (okres Chrudim)
Proseč (Duits: Prosetsch, ter onderscheiding van andere plaatsen met dezelfde naam soms Proseč u Skutče genoemd) is een kleine Tsjechische stad in de regio Pardubice, en maakt deel uit van het district Chrudim. Proseč telt 2096 inwoners (2023).

## Geschiedenis
- 1349 – De eerste schriftelijke vermelding van Proseč.
- 2011 – De gemeente Proseč krijgt (opnieuw) de status stad.[1]